# Норрпортен-Арена
Норрпортен-Арена (швед. Norrporten Arena) — футбольный стадион в шведском городе Сундсвалль, домашняя арена футбольных клубов «ГИФ Сундсвалль» и «Сундсвалль ДФФ». Открыт в 1903 году и неоднократно перестраивался. Максимальная вместимость стадиона составляет 8 500 зрителей. Кроме футбольных матчей, на стадионе проводятся многочисленные концерты. До 2006 года имел название Сундсвалль Идроттспарк.

## История
Первое открытие стадиона состоялось 6 августа 1903 года (по другим данным, 8 августа того же года). Со дня основания до 1 января 2006 года строение носило название Сундсвалль Идроттспарк, которое впоследствии было изменено на Норрпортен-Арена. Спортивный центр был открыт с 7 утра до 10 вечера по местному времени и любой мог попасть в него бесплатно для занятий спортом. Кроме футбольной площадки внутри были созданы все условия для занятий теннисом и кеглями. Кроме открытия стадиона, август 1903 года был отмечен созданием нового футбольного клуба в городе, который получил название «ГИФ Сундсвалль». Сундсвалль Идроттспарк сразу стал для этой команды домашней ареной, которой остаётся до сих пор. Также, долгое время здесь выступал другой местный клуб «ИФК Сундсвалль», пока не сменил место проведения домашних матчей на другой стадион в Сундсвалле — Бальдерсговс Идроттспарк. Кроме мужских футбольных клубов, Норрпортен-Арена является домом и для женской команды «Сундсвалль ДФФ».
Рекорд посещаемости во время футбольных матчей на Норрпортен-Арене был зафиксирован 15 октября 1961 года в поединке между «ГИФ Сундсвалль» и футбольным клубом «Хёгадальс», который посетили 16 507 зрителей. Эта игра, которая была квалификационной за право участия в Аллсвенскан, завершилась поражением хозяев со счётом 2:4.
В течение 2001—2002 стадион претерпел значительные изменения: состоялась масштабная реконструкция арены, затронувшая почти все аспекты её функционирования и обеспечившая соответствие всем нормам, которые выдвигались к современным стадионам. 9 июня 2002 года произошло практически второе открытие арены, которая получила новую жизнь после реконструкции. На церемонии, посвящённой этому событию, присутствовал Король Швеции Карл XVI Густаф. После модернизации вместимость стадиона составила 8 500 зрительских мест, из которых 8 000 оборудованы индивидуальными сиденьями, 5 000 из них находятся под навесом.
Кроме футбольных матчей, Норрпортен-Арена является местом проведения многочисленных концертов. Здесь выступали такие известные в мире музыки личности как Брайан Адамс, Элтон Джон, Род Стюарт, Eagles, Roxette, Пер Хокан Гессле, Юллене Тидер и другие. Во время музыкально-развлекательных мероприятий вместимость стадиона может достигать 25 000.

## Галерея

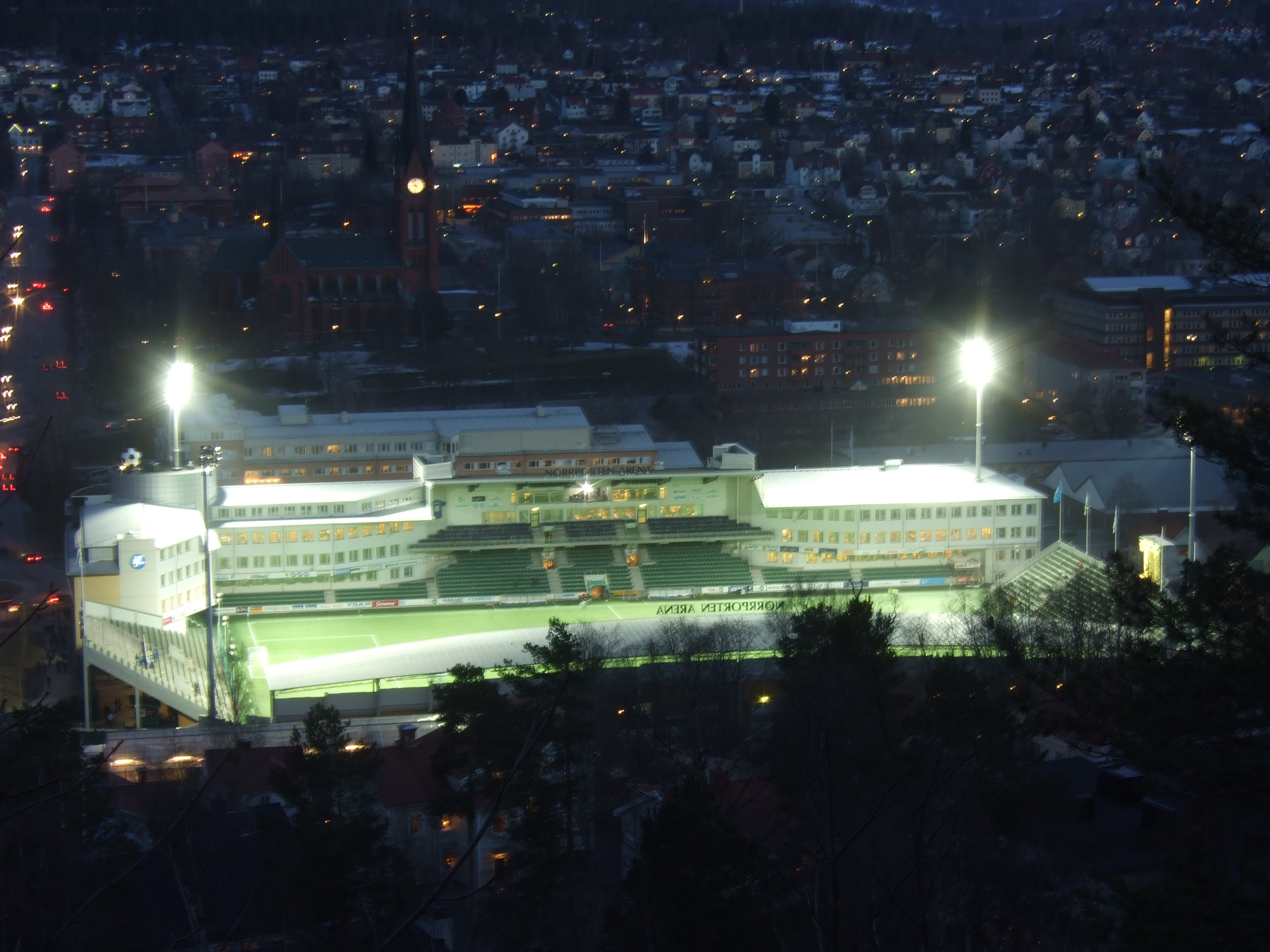
Стадион ночью
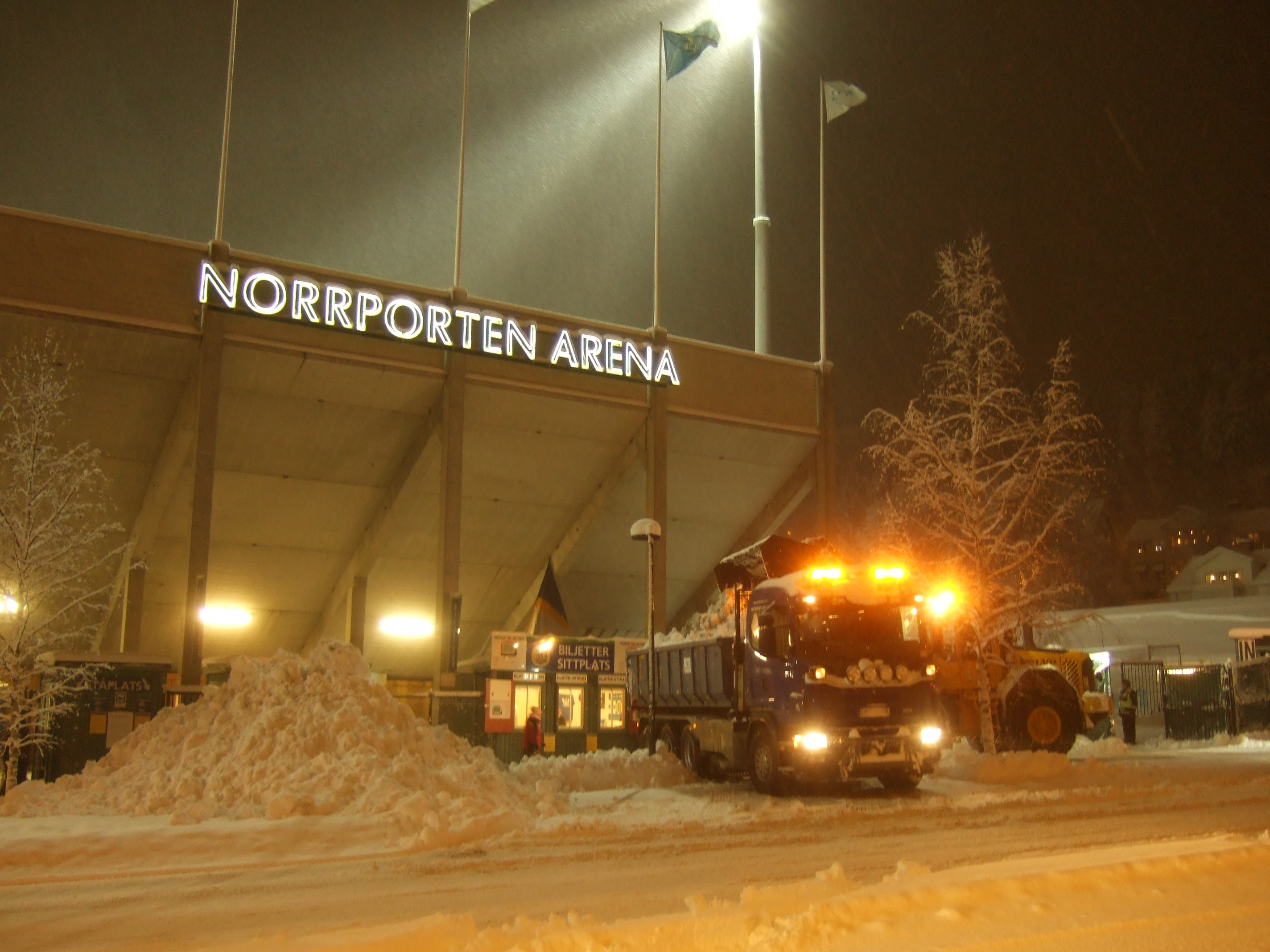
Фасад и касса
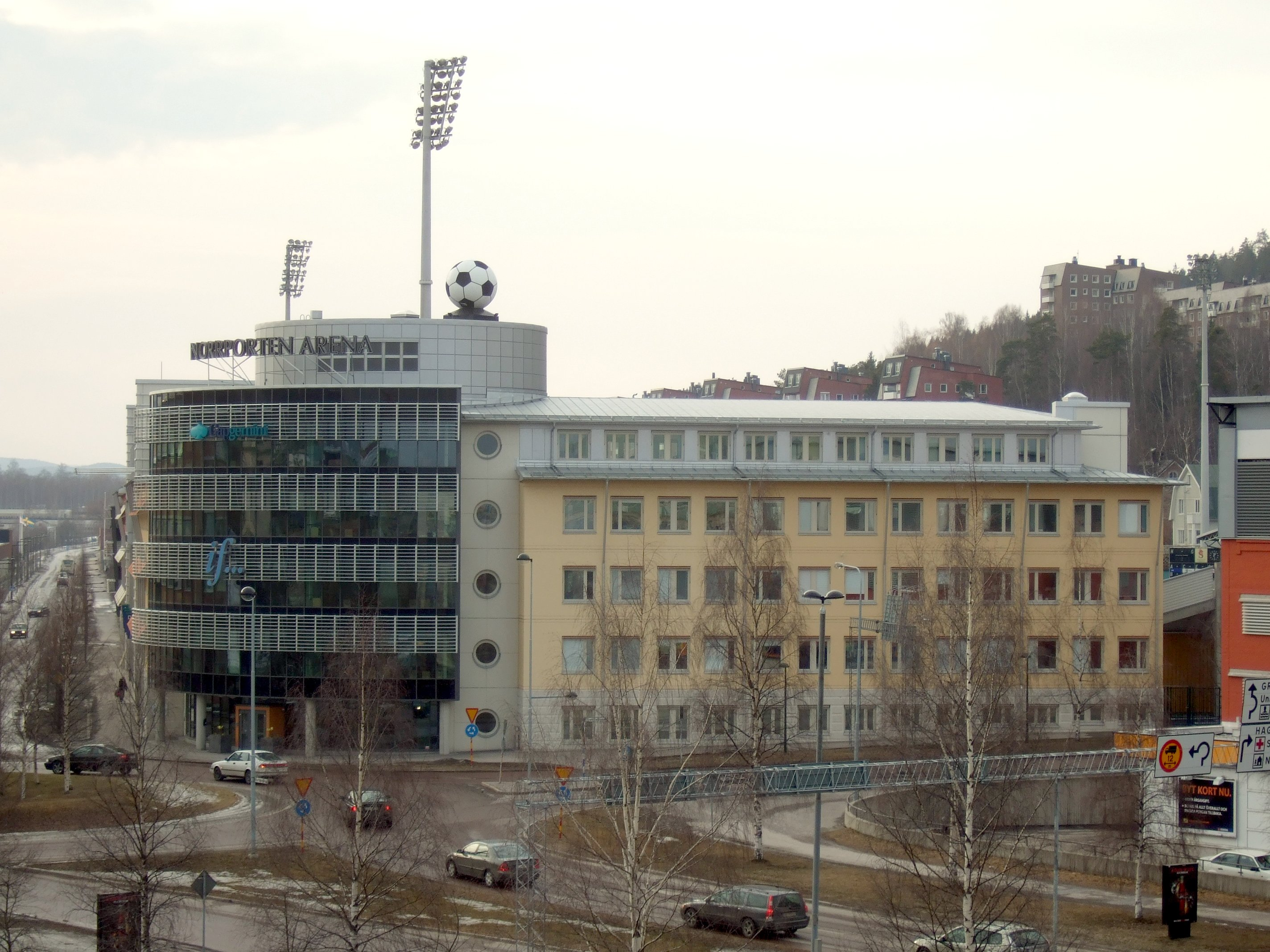
Общий вид снаружи
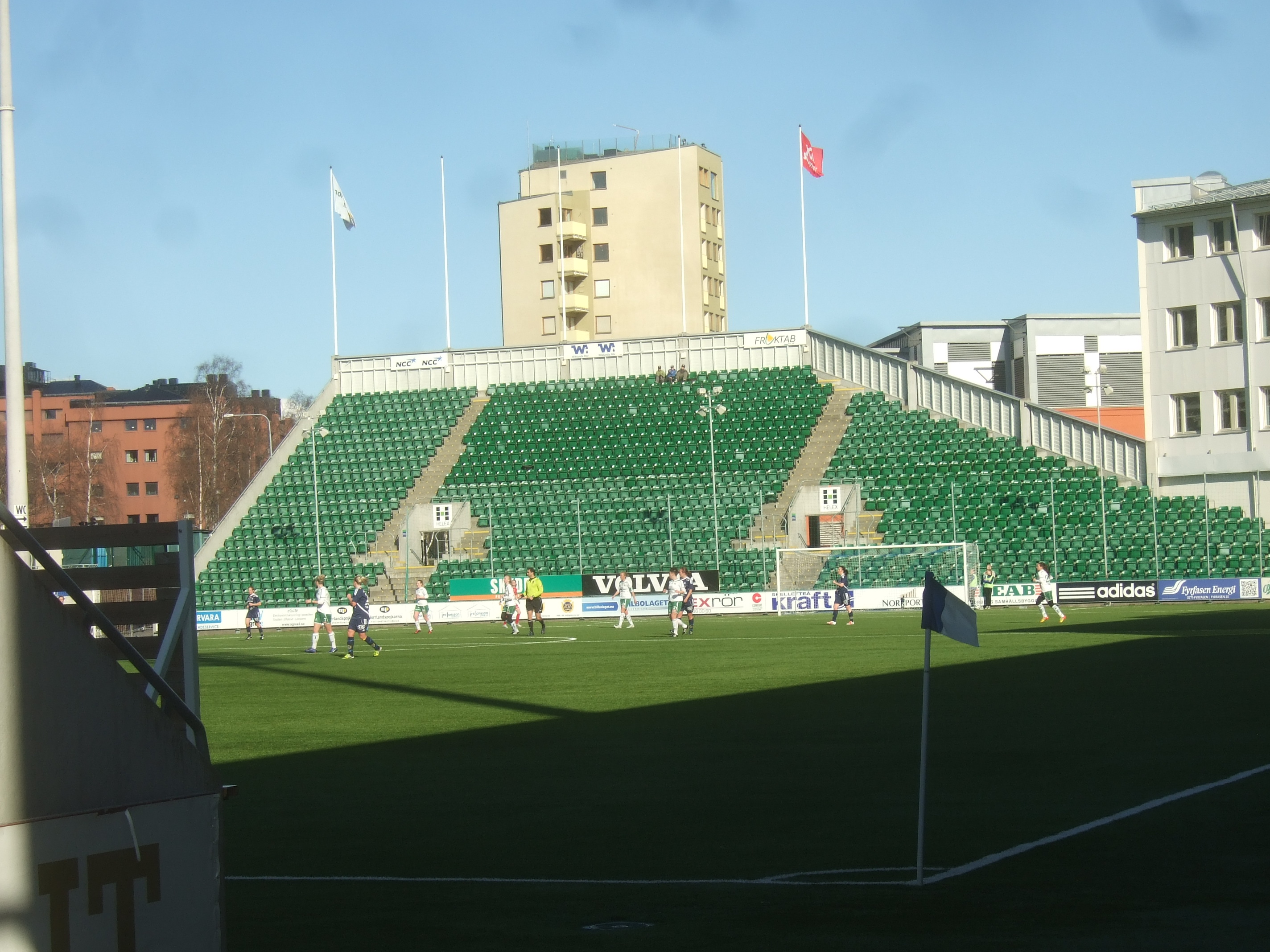
Трибуна за воротами
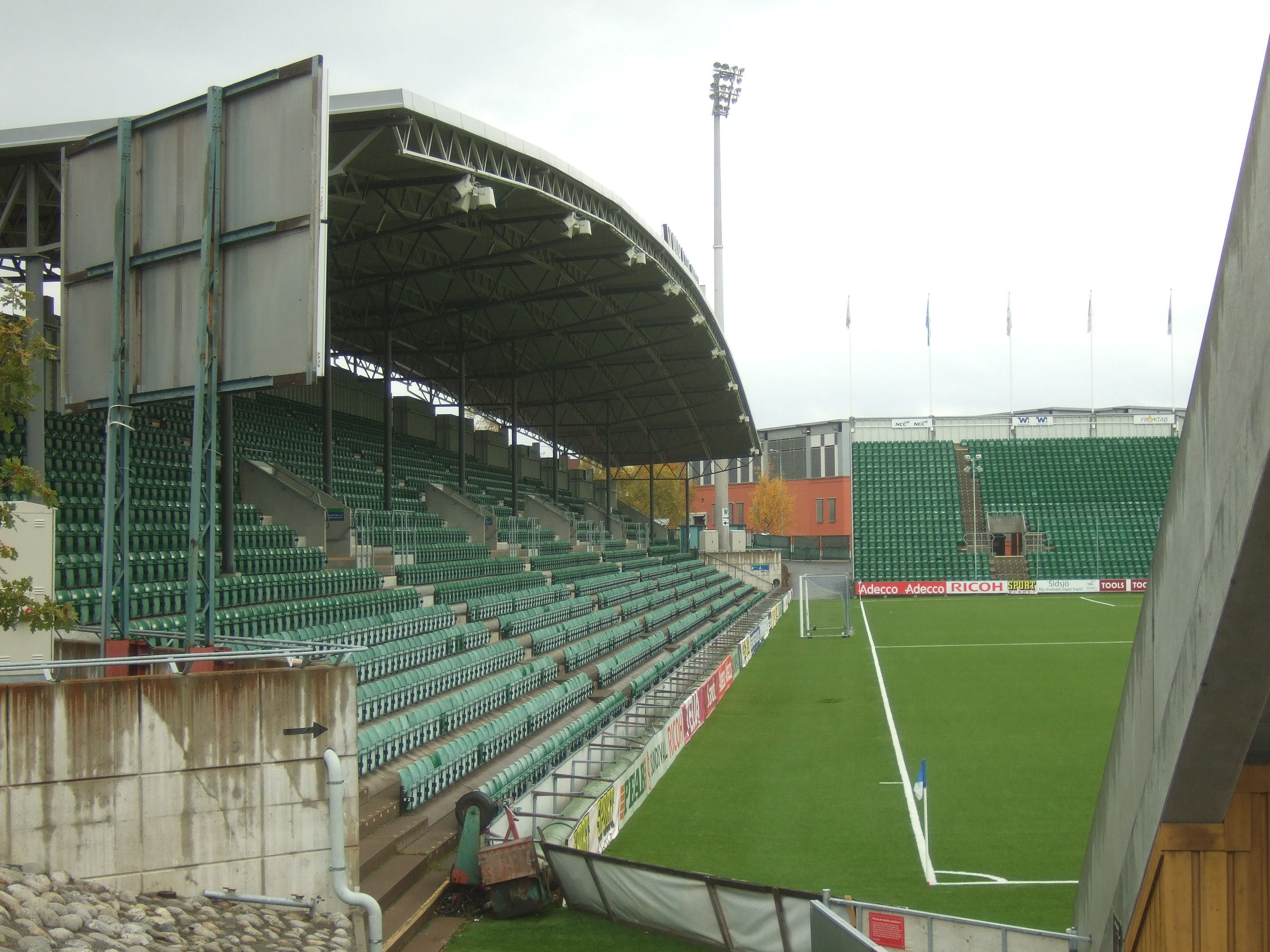
Одна из «длинных» трибун